# Incontri internazionali di rugby a 15 di fine anno 1979
Nel rugby a 15 è tradizione che a fine anno (ottobre-dicembre) si disputino una serie di incontri internazionali che gli europei chiamano "Autumn International"  e gli appassionati dell'emisfero sud "Springtime tour". In particolare le nazionali dell'emisfero Sud, a fine della loro stagione si recano in tour in Europa.
- Canada in Francia: un test contro la Francia "A"

| Parigi 29 settembre 1979 | Francia A | 34 – 15 | Canada | Charlety |

- Romania in Galles: la Romania sfiora l'impresa a Cardiff contro il fortissimo Galles. Ormai si parla di ingresso della Romania nel Cinque Nazioni, allargato a sei squadre.

| Llanelli 2 ottobre 1979 | West Wales | – | Romania XV |  |

| Ebbw Vale 22 settembre 1979 | Ebbw Vale | 0 – 12 | Romania Romania |  |

| Cardiff 6 ottobre 1979 | Galles XV | 13 – 12 | Romania Romania |  |

- Australia in Argentina: una vittoria ed una sconfitta nei test contro i "Pumas" argentini. Cinque vittorie negli altri match

| Buenos Aires 27 ottobre 1979 | Argentina | 24 – 13 | Australia | Velez Sarsfield |

| Buenos Aires 3 novembre 1979 | Argentina | 12 – 17 | Australia | Velez Sarsfield |

- Nuova Zelanda in Europa: Gli All Blacks visitano l'Europa (Gran Bretagna ed Italia) e portano a casa due grandi successi con Scozia e Inghilterra

| Edimburgo 10 novembre 1979 | Scozia | 6 – 20 | Nuova Zelanda | Murrayfield |

| Londra 24 novembre 1979 | Inghilterra | 9 – 10 | Nuova Zelanda | Twickenham |

| Rovigo 28 novembre 1979 | Italia | 12 – 18 | Nuova Zelanda XV | Stadio Battaglini |

## Altri test
| Parigi 29 settembre 1979 | Francia A | 34 – 15 | Canada |  |

| Hilversum 13 ottobre 1979 | Paesi Bassi | 3 – 31 | Irlanda U23 |  |

| L'Aia 24 ottobre 1979 | Paesi Bassi | 3 – 29 | Germania Ovest |  |

| Hannover 11 novembre 1979 | Germania | 6 – 27 | Cecoslovacchia |  |

| Spalato 17 novembre 1979 | Jugoslavia (RSF) | 6 – 32 | Romania XV |  |